# Heliomystis electrica
Heliomystis electrica là một loài bướm đêm trong họ Geometridae.

## Hình ảnh

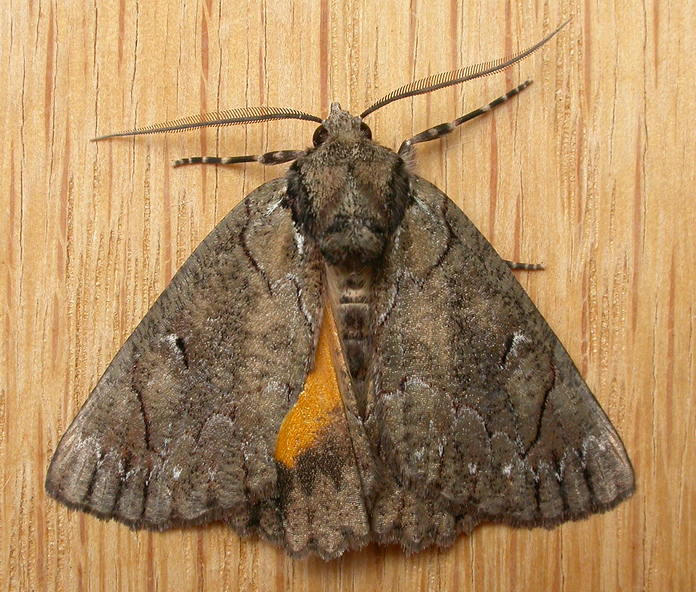
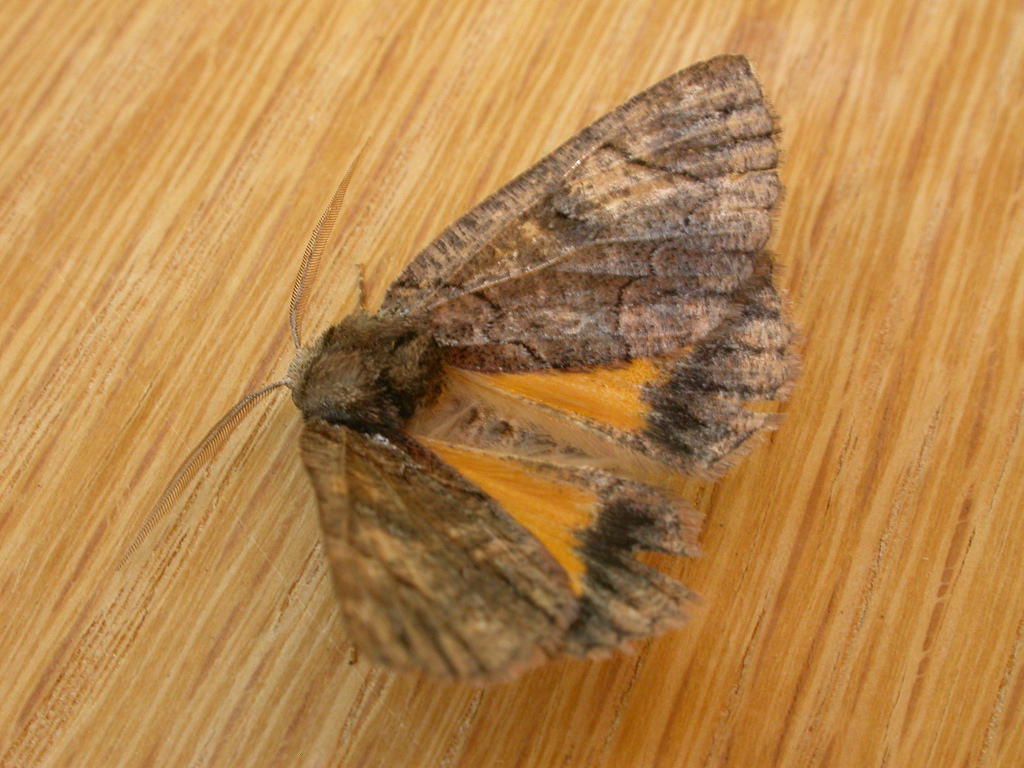